# Agena D
Agena D – amerykański człon rakiet nośnych będący odmianą RM-81 Agena. Używany w rakietach nośnych rodzin Atlas, Thor i Titan. Udana konstrukcja użytkowana przez ćwierć wieku w wielu znaczących misjach NASA – wystrzelono łącznie 269 członów Agena D (pierwszy start 28 czerwca 1962, ostatni 12 lutego 1987). Agena D była przystosowana do długotrwałego przebywania w warunkach przestrzeni kosmicznej i do wielokrotnego uruchamiania silnika, który był wykorzystywany do korekcji kierunku i prędkości lotu. Agena D była wykorzystywana jako ostatni człon rakiet nośnych do wysyłania sztucznych satelitów Ziemi typu Discoverer, Nimbus, Alouette oraz w misjach dokowania programu Gemini pod nazwą Agena Target Vehicle. Poza tym do wysyłania księżycowych i międzyplanetarnych aparatów kosmicznych.

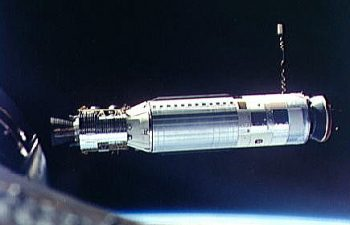
Człon Agena D na orbicie Ziemi

Wizualną cechą charakterystyczną członu było błyszczenie spowodowane dużą ilością zastosowanego w budowie aluminium.